# Athens News
Die Athens News war eine englischsprachige Athener Wochenzeitung. Sie wurde von Giannis Horn gegründet und gehörte zur Lambrakis-Stiftung. Derzeit hat sie ihr Erscheinen eingestellt.

## Geschichte
1952 gründete Giannis Horn die Athens News als Tageszeitung. Sie erschien täglich außer montags. Während der Militärdiktatur war die Athens News die einzige Zeitung, die einigermaßen frei arbeiten konnte, nicht zuletzt mit der Hilfe verschiedener Botschaften. Sie war die erste Zeitung Griechenlands, die eine Online-Ausgabe herausgab. Am 21. März 2001 wurde auf einen Wochenrhythmus umgestellt, der sich seitdem bewährte.
Seit Mitte November 2012 ist die Zeitung nicht mehr erschienen, auch die Online-Ausgabe wird nicht mehr aktualisiert.

## Layout
Das Layout der Zeitung wurde mit einem Designpreis ausgezeichnet und kennzeichnete sich durch eine sehr funktionalistische Gestaltung. Für die Überschriften wurde die Univers 67 verwendet, als Textschrift die Times.